# Gautam Gambhir
Gautam Gambhir(Nueva Delhi, 14 de octubre de 1981) es un político indio (Partido Popular Indio desde 2019) y antiguo jugador de críquet. Como cricketer, jugó todos los formatos del juego.

## Biografía
Sus padres poseen una industria textil, se crio con sus abuelos, y comenzó a jugar al críquet a los 10 años.
Estudió en la Universidad de Delhi.
Se casó en 2011 con Natasha Jain y residen en el distrito de Rajendra Nagar, Delhi.
Desempeñó un rol clave junto a Mahendra Singh Dhoni en la final de la Copa Mundial de Críquet de 2011. En la que India derrotó a Sri Lanka.